# Craig Handy

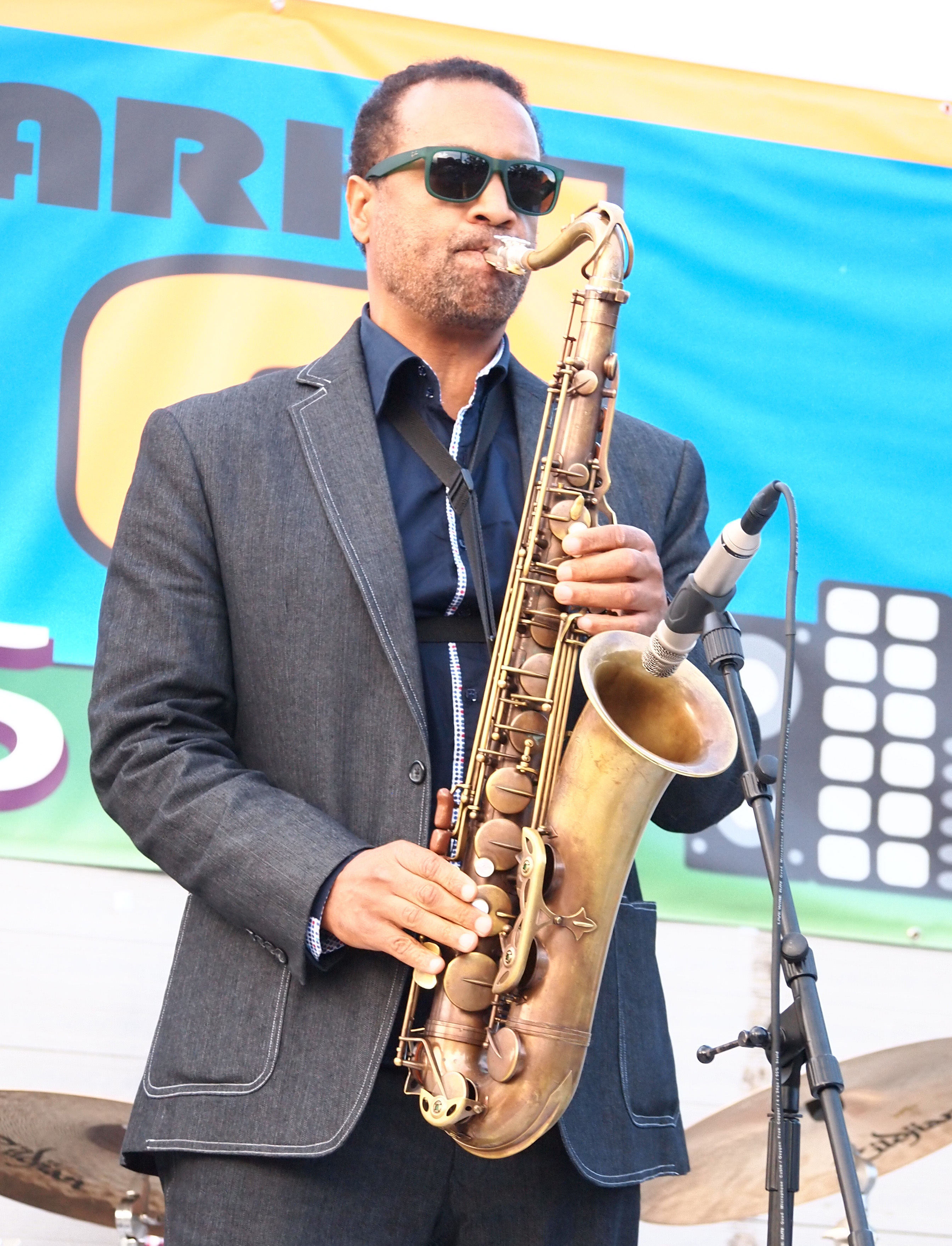
Craig Handy in 2013

Craig Mitchell Handy (Oakland (Californië), 25 september 1962) is een Amerikaanse saxofonist (tenorsaxofoon, altsaxofoon en sopraansaxofoon), fluitist en klarinettist in de jazz. Hij speelt bop en postbop.
Handy, een zoon van altsaxofonist John Handy,  studeerde aan North Texas State University (1981-1984). Hij speelde hierna met Art Blakey, Wynton Marsalis, Roy Haynes, Abdullah Ibrahim, Elvin Jones, Joe Henderson, Betty Carter, George Adams, Ray Drummond, Conrad Herwig, Dee Dee Bridgewater en bijvoorbeeld David Weiss. Hij nam onder andere op met Jones en Betty Carter. Hij was lid van de Mingus Big Band, Mingus Dynasty en Mingus Orchestra. Sinds 2007 speelt hij in de 'all star'-groep The Cookers.
In 1991 en 1993 verschenen van hem platen op het label Arabesque Records.
In 1996 speelde Handy de rol van Coleman Hawkins in de film Kansas City .

## Discografie

### Als leider
| Titel                           | Release | Label                     |
| ------------------------------- | ------- | ------------------------- |
| Split Second Timing             | 1991    | Arabesque Records         |
| Introducing Three for All + One | 1993    | Arabesque                 |
| Reflections in Change           | 1999    | Sirocco                   |
| Flow                            | 2000    | Sirocco                   |
| Craig Handy & 2nd Line Smith    | 2014    | OKeh Records / Sony Music |

### Als 'sideman'
Met Charles Mingus
- Epitaph

Met John Scofield
- Up All Night

Met Abdullah Ibrahim
- Mindif

Met Joe Henderson
- Big Band

Met Freddie Hubbard
- New Colors
- On the Real Side

Met Betty Carter
- Droppin' Things